# Château de La Voulte
Le château de La Voulte est un château médiéval de Haute-Auvergne surplombant l'Authre, et l'un des monuments remarquables de Marmanhac, village auvergnat du Cantal.
Il fait partie des Sites inscrits du département du Cantal depuis 1944.
Il est inscrit en totalité Monument Historique depuis 1993.
Le parc du château a fait l'objet d'une notice dans le cadre du pré-inventaire des Parcs et Jardins remarquables en 1992.

## Description
Le château de La Voulte est un édifice typique de l'architecture régionale du XVe siècle. Construit intégralement en tuf volcanique et coiffé de lauzes, il comprend: 
- un corps de logis flanqué de deux tours d'angle au midi et d'une en façade contenant l'escalier.
- des communs.
- deux tours défensives qui encadraient la porte et une petite tour de guet.
- une chapelle consacrée le 23 août 1928 par Monseigneur Alexis Lemaitre, Archevêque de Carthage, Primat d'Afrique.

## Historique
« Il y eut là, à n’en pas douter, à une époque reculée, un château féodal habité par une famille portant son nom mais disparue depuis longtemps sans laisser de traces dans la chronique locale. » Chanoine Pastisson

### Famille de Beauclair
Armes: d’or à trois chevrons de gueules, au chef d’argent, chargé de cinq mouchettes de sable.
Famille d’ancienne chevalerie fort distinguée par son ancienneté, ses alliances, sa puissance et ses services. Cette maison fut considérable dans cette province.
Son fief d’origine était le château de Bel Clar, en amont de Fontanges, perché au sommet d’un rocher qui surplombe les gorges abruptes de l’Aspre.
Une branche cadette des Beauclair jouissait déjà de la Voûte avant 1240.
- Raoul de Beauclair accompagna Saint Louis à la Septième croisade en 1248 comme l’atteste la charte de l'emprunt qu’il souscrivit, à Damiette (Basse Egypte) auprès d’un banquier génois en novembre 1249 sous le cautionnement d’Alphonse de Poitiers, frère du Roi[12],[13]. En 1250, il reçut les Éperons d’or et de damoiseau fut fait chevalier[14],[15].

- Rigaud de Beauclair, valeureux chevalier, fait prisonnier par les Anglais en 1370 et détenu au château de Lusignan, paya pour sa rançon une somme de huit cent francs d’or, empruntée à grands frais[16] et, rendu à la liberté, il reprit aussitôt les armes. Il est compté parmi les chevaliers d’Auvergne qui contribuèrent le plus durant la guerre de cent ans à chasser les Anglais du Royaume[17]. Il épousa Irlande de Tournemire avant 1370[18] et hérita du château de la Voûte en 1375[19]. Bailli des montagnes d'Auvergne en 1415, il fut commissionné pour le siège d’Aurillac par Jean de Berry[20],[21].
- Guy de Beauclair
- Rigaud de Beauclair, chevalier, fut bailli des montagnes d’Auvergne pour Jean Ier de Bourbon de 1426 à 1432 environ[22]. Le 18 avril 1429, venant d’assister à Riom aux États d’Auvergne, il amena aux consuls de Saint-Flour l’ordre de voter des subsides pour apporter aide et vivres à la ville d’Orléans assiégé par les Anglais[23],[24], et dans laquelle Jeanne d'Arc, envoyée par Charles VII, parvint à rentrer onze jours plus tard.
- Guy de Beauclair (?-1475), conseiller et chambellan du Roi (1461), capitaine de francs-archers, (1471,1473)[16] fut nommé en1470 par Gilbert de Bourbon, dauphin d’Auvergne, « capitaine du chastel, châstellenie et mandement de Roure lez Dijon », nomination intervenant en plein conflit entre Charles le Téméraire et le Roi Louis XI[25]. Marié en 1451 avec Catherine de Bosredon, il s’attacha à fortifier la situation du château et fit de nombreuses acquisitions de terres et de droits seigneuriaux autour de la Voûte entre 1460 et 1474 notamment auprès des de Marmanhac[26].

- Nicolas de Beauclair (?-1505), chevalier, se présenta ainsi, en 1503 dans sa déclaration de biens : « Seigneur de Beaucler, de Fontanges, de Marmaignac et de La Voulte ay Chastel et place de la Voulte … Dictz aussi que je suis homme noble, en estat de chevalier, suyvant les armes dez tems de ma joynesse jusques au jour présent, tant au faict des ordonnances du roy nostre sire que ailleurs, et suys en aage de 60 ans ou environ, et ay acoustumé de servir le roy … » 24 fébv. 1503[27] Il continua à agrandir le domaine autour du château en rachetant la plupart des biens des de La Roque de Roquenatou, donnant à La Voulte une importance qu’elle n’avait jamais connue. Dans un même temps il fit rebâtir le château, achevé en 1471, sur l’emplacement de l’ancien[28]. Marié en 1471 avec Jeanne de Barasc de Beduer puis en 1502 avec Jeanne de Dienne[29]. Toutes ces dépenses laissèrent sa veuve dans une situation financière délicate qu’elle s’attacha courageusement à redresser[30]. En 1501 Pierre II de Bourbon, époux d'Anne de France, séjourna au château de La Voulte et plusieurs seigneurs du pays vinrent y rendre leur foi et hommage[31].

- Louis de Beauclair,  maréchal de camp des armées du Roi sous François Ier[32], gouverneur d’Usson près d'Issoire[33], assista aux Etats Généraux de 1510, et épousa sur le tard Jeanne de Caissac du château de Sédaiges en1546[29].
- François de Beauclair (?-1606), gouverneur d’Usson, chevalier de l’Ordre du Roi (1565)[29], épousa Jeanne de Foix en 1566. Entre 1574 et 1576 il réalisa d’importants travaux de restauration au château[33].
- Louis de Beauclair, conseiller du Roi et maréchal de camp en ses armées[34]. Nommé par Henri IV en 1601, capitaine et gouverneur du château et de la ville de Murat avant de prendre le mandement, comme son père et son grand-père, en la ville et château d’Usson[35],[36],[37] où avait été retenue Marguerite de France. Il assista aux États généraux en 1610 pour l’audition des comptes. Louis XIII, en reconnaissance des services rendus à son père, à la régente, sa mère Marie de Médicis, et à lui-même, le nomma membre du Conseil d’État avec une pension de 800 livres. Il prêta serment le 30 juin 1614 à St-Germain-en-Laye[38]. Il épousa  Madeleine de Dienne et n’eut qu’une fille unique.

Les de Beauclair, portant alors le titre de comte, jouissaient d’une haute situation. Seigneurs de Beauclair et de la Voulte, coseigneurs de Marmanhac et de Fontanges, ils bénéficiaient d’opulents revenus parce que gros décimateurs et grands propriétaires terriens.
- Jeanne de Beauclair (?-1671), dame de Beauclair et de la Voulte, eut de nombreux prétendants et choisit en 1614 Jean d’Aurelle de Colombines qui mourut précocement[40].

### Rapports avec les seigneuries voisines
À Marmanhac, les droits seigneuriaux furent exercés par les de Marmanhac jusqu’à la chute de la famille qui finit par vendre tous ses biens et prérogatives. Jusqu’en 1789 La Voûte et Sédaiges, coseigneuries de Marmanhac avaient toute justice, haute, moyenne et basse, sur la paroisse. Ils exerçaient la police et taxaient le prix du pain et du vin à tour de rôle une année chacun. Leurs juges rendaient les arrêts.
Un tunnel souterrain partant de la tour de droite et passant sous la rivière reliait le château de la Voûte à ceux de Sédaiges et de Marmanhac et devait permettre aux combattants, en cas de guerre ou d’invasion, de se porter un mutuel secours, de se ravitailler ou de se sauver dans la défaite.
Avec le château de Sédaiges, distant de seulement 500 mètres, il y eut des entraides, Pierre de Sédaiges devenant tuteur des orphelins de La Voulte avant 1285, des mariages en 1546 et 1862, des rivalités concernant leurs intérêts matériels ou honorifiques.

### Famille de Buisson de Bournazel (1628 à 1819)
La maison de Buisson de Bournazel est alors l’une des plus puissantes du Rouergue.
Armes: d’or au buisson de sinople, le chef d’argent chargé d’un lion de sable lampassé de gueules, issant du buisson. Couronne de marquis. Support: deux lions. Devise: semper virens
- Jeanne de Beauclair se remaria en 1623 avec Jean de Buisson, marquis de Bournazel, baron de Mirabel, sénéchal et gouverneur du Rouergue comme son père et son grand-père. Capitaine de 50 hommes d’armes, il servit notamment en Allemagne et en Espagne[47].

- François de Buisson, marquis de Bournazel, baron de Belcastel, sénéchal et gouverneur du Rouergue (1656) sous Louis XIV, capitaine, se distingua à 14 ans au siège de Perpignan, et fut nommé maréchal de camp après la bataille de Lens en 1648. Il épousa en 1643 Madeleine de Cassagnes de Beaufort de Miramon[48]. Le 8 juillet 1657, la ville de Villefranche-de-Rouergue avait dressé douze arcs de triomphe pour accueillir le jeune ménage et leur mère[49].

- Jean de Buisson (?-1709), marquis de Bournazel, sénéchal et gouverneur du Rouergue (1677) sous Louis XIV, colonel d’un régiment d’infanterie de milice, épousa en 1679 Jeanne de Canals-Lastronque. Sans enfant légitime, il transmet tous ses biens à son fils adultérin[48].

- Jean bâtard de Buisson de Beauclair, en 1716 ancien capitaine de dragons, lieutenant de la vènerie de feue son altesse royale Charles de France, duc de Berry, petit fils de Louis XIV[50]. Il épousa en 1713 Marie de Pouzols résidant accidentellement à la Voulte avec sa mère[51].

- Marie-Camille de Buisson de Beauclair (?-1747) épousa en 1726 son cousin Claude de Buisson (1701-1792), marquis de Bournazel[52].

- Jean de Buisson (1736-1808), comte de Bournazel, député de la noblesse aux Etats Généraux de 1789, épousa en 1760 Victoire Riquet de Bon-Repos puis, en 1781, Marie Agathe Dorothée de Comminges[48], et mourut en 1808 à la Voulte, sans postérité[53]. Il légua l’intégralité de ses biens à sa femme qui s’éteignit en 1819, faisant héritier son neveu, Marie-Joseph de Fumel[54],  fils du comte Jean-Georges de Fumel (1721-1788), colonel d'infanterie, chevalier de l'Ordre royal et militaire de Saint Louis, major général de l’armée des Indes pour Louis XV[55].

### Le château de La Voulte durant la Révolution
Le comte de Bournazel, retenu à l’Assemblée, à Versailles jusqu’à fin 1791, n’est pas présent à la Voulte, gardée par deux domestiques.
Le 28 juillet 1794, deux religieuses du couvent de Sainte-Claire d’Aurillac, Marie-Françoise de Cornaro de Curton et Marguerite Dejou, refusant de prêter le serment constitutionnel, se cachent dans une petite chambre d’une des tours, et sont arrêtées après avoir été dénoncée par le frère de Marie-Françoise, puis sont écrouées. Cette dernière, à sa libération, viendra à nouveau se réfugier à La Voulte jusqu’à sa mort en 1805.
Lors de la «célèbre insurrection du Cantal»(56) en mars 1792, une quarantaine de châteaux sont attaqués, pillés ou incendiés.
Le 24 mars 1792, la foule marche sur le château. Les émeutiers forcent les portes de la cave à vin, qu’ils pillent, se livrant à tous les désordres. Les plus violents décident de démolir le château, ce à quoi l’agent national Guillaume Delsol s’oppose. Ils se bornent à enlever les girouettes, symbole de puissance. Le comte de Bournazel fera arrêter les poursuites, demandant le pardon des coupables.

### Famille de Fumel et descendants (1819 à 1925)
La famille de Fumel, l’une des plus illustres de France, originaire du Quercy , admise plusieurs fois aux honneurs de la cour sous l’Ancien Régime, prit possession du domaine et château de la Voûte en 1819,.
Armes: d’or à trois fumées d’azur mouvantes de la pointe de l’écu. Couronne de comte. Support: deux  lions. Devise: Una fides, unum foedus, unus amor.
- Marie-Joseph de Fumel (1776-1847), chevalier de l’Ordre de Malte et chevalier de la Légion d’Honneur épousa en 1822, Louise-Antoinette Bertrand de Molleville[62].

- Georges de Fumel (1827-1899), épousa en 1862 Anne Mathilde Béral de Sédaiges (1835,1925), et fut maire de Marmanhac de 1874 à 1876[45],[63].

Après leur mariage, ils décidèrent de réaliser d’importants travaux au château de Sédaiges et de s’y installer. Ils décorèrent le grand hall avec les cinq grandes tapisseries des Flandres offertes par Louis XVI à son ministre de la Marine et des Colonies, Bertrand de Molleville, grand-père de Louise.

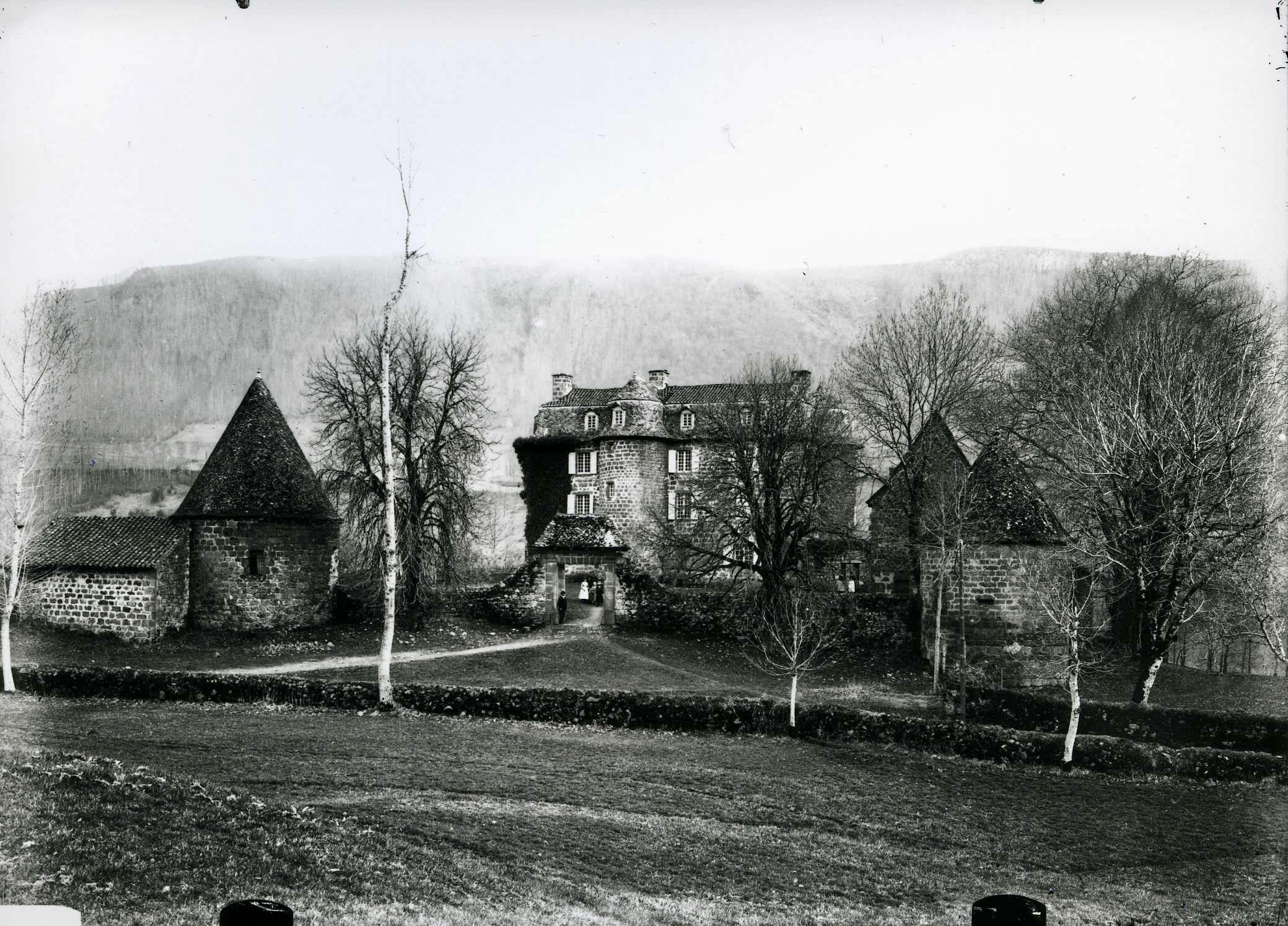
Château de La Voulte, 1900-1920

Il mourut sans héritier en léguant l’intégralité de ses biens à sa femme, Mme la comtesse de Fumel qui conserva les deux châteaux et fit beaucoup pour la commune de Marmanhac notamment la construction de la chapelle de Roquenatou, le rachat de l’école libre, la restauration de l’église. Elle mourut à 90 ans en 1925 et eut pour héritière sa cousine la comtesse Riverieux de Varax.
Le château, transmis depuis plus de 700 ans par héritage ou par alliance, fut ainsi vendu pour la première fois, en 1925, par la comtesse de Riverieux de Varax.

### Frédéric François-Marsal (1925 à 1936)
En 1925, le château de La Voulte fut acheté par M. Frédéric François-Marsal, homme politique de premier plan de la droite républicaine, ancien sénateur du Cantal, ministre des Finances, président du Conseil.Après y avoir réalisé d'importants investissements, il dut se résoudre à le revendre en 1936.

## Aspect architectural
Le château, se dresse au milieu de la vallée, sur la rive gauche de l’Authre qu’il domine. Le corps de logis, rectangulaire, à mur de refend, est flanqué de trois tours circulaires, dont une en façade contenant l’escalier. Construit intégralement en tuf volcanique, il est coiffé de toitures mansardées à lucarnes en lauzes de schiste à deux mouvements.
Le château de La Voulte, tel qu’on peut le voir aujourd’hui, n’a subi que peu de changements depuis sa reconstruction à la fin de la guerre de cent ans par Nicolas de Beauclair, principalement dans sa partie haute.
En 1645 Jeanne de Beauclair fit refaire à neuf la toiture et c’est sans doute à cette époque que le toit fut brisé, à deux pentes, selon la mode lancée par François Mansart, qui permettait de transformer les greniers en chambres pour le personnel.
Entre 1925 et 1930, M. François-Marsal fit réaliser d’importants travaux, dotant le château féodal de tout le confort moderne, visant à en faire une remarquable propriété d’agrément. Il remania la disposition intérieure du rez-de-chaussée, notamment la salle à manger qu’il fit décorer d’une fontaine en marbre de couleur ambre. La porte d’entrée historique surmontée d’un linteau formant tympan inscrit dans un arc en tiers-pointfut conservée, mais une nouvelle porte d’entrée avec perron ouvrant sur la cour d’honneur, fut percée en façade. Le porche d’entrée, anciennement situé entre les deux tours de garde, fut déplacé, surmonté d’un campanile, et assure désormais la jonction entre corps de logis et communs. L’ancien moulin « Del Laurent »), pourvu d’une meule pour le froment et d’une autre pour le seigle fut converti en chapelle. Parc et  jardins, furent entièrement remaniés, agrémentés d’un ensemble de pièces d’eau et de fontaines et un terrain de tennis fut ajouté.